# Pogonophryne barsukovi
Pogonophryne barsukovi is een  straalvinnige vissensoort uit de familie van gebaarde ijskabeljauwen (Artedidraconidae). De wetenschappelijke naam van de soort is voor het eerst geldig gepubliceerd in 1967 door Andriashev.
De soort staat op de Rode Lijst van de IUCN als niet bedreigd, beoordelingsjaar 2009.